# Постнова, Людмила Григорьевна
Людми́ла Григо́рьевна Постно́ва (род. 11 августа 1984, Ярославль) — российская гандболистка, игрок национальной сборной России. Серебряный призёр летних Олимпийских игр 2008 года в Пекине.

## Биография
Родилась в Ярославле, где в возрасте 12 лет и начала заниматься гандболом в школьной секции.
Замужем за Григорием Заикиным, главным тренером ГК «Астраханочка», учится в Академии Народного Хозяйства и Государственной Службы при Президенте Российской Федерации.

## Карьера
Первым тренером была Лисина Наталья Геннадьевна.
Играет на позиции левого полусреднего, разыгрывающего игрока. Бросковая рука — правая.
Признавалась лучшей гандболисткой России 2006 году и лучшим спортсменом Тольятти 2007 года.
На чемпионате мира 2009 года играла не в полную силу из-за последствий множества травм, но выиграла со сборной России чемпионат мира и была признана самым ценным игроком (MVP) турнира.
В 2016 году участвовала в квалификационном турнире к Олимпийским играм 2016 года и помогла сборной России выйти на Олимпиаду, но перед самым турниром получила травму и в итоге осталась вне заявки.
В августе 2018 года объявила о завершении игровой карьеры.

### Клубы
- «Ярославна» (Ярославль) (до 2002)
- «Лада» (Тольятти) (2002—2010)
- «Звезда» (Звенигород) (2010-2014)[4]
- «Астраханочка» (Астрахань) (2016-2018)

### Достижения
- Серебряная медаль летних Олимпийских игр 2008 года
- Чемпионка Европы среди юниорок 2001
- Чемпионка Европы среди молодёжи 2002
- Чемпионка мира среди молодёжи 2003
- Чемпионка мира 2005, 2007 и 2009
- Чемпионка России 2003, 2004, 2005, 2006, 2008 и 2016
- Обладательница Кубка России 2006, 2010, 2011 и 2014
- Обладательница Кубка мира 2006 и 2007
- Серебряный призёр Лиги чемпионов 2006
- Серебряный призёр чемпионата Европы 2006.
- Серебряный призёр чемпионата России 2007 и чемпионата России 2010.
- Бронзовый призёр чемпионата России 2013.

## Государственные награды и звания
- Медаль ордена «За заслуги перед Отечеством» II степени (2 августа 2009) — за большой вклад в развитие физической культуры и спорта, высокие спортивные достижения на Играх XXIX Олимпиады 2008 года в Пекине[5]
- Заслуженный мастер спорта России